# Rocha (departement)
Rocha is een departement in het zuidoosten van Uruguay aan de Atlantische Oceaan, grenzend aan Brazilië. De hoofdstad van het departement is de gelijknamige stad Rocha.
Het departement heeft een oppervlakte van 10.551 km² en heeft 68.088 inwoners (2011). Rocha ontstond in 1880, toen het werd afgesplitst van Maldonado.
Rocha staat bekend om zijn mooie stranden, met bekende badplaatsen zoals La Paloma, Punta del Diablo en Cabo Polonio.
Inwoners van Rocha worden in het Spaans rochenses genoemd.